# ノーダウト
「ノーダウト」は、日本のバンド・Official髭男dismのメジャー・デビュー曲。1作目のCDシングルとして2018年4月11日にポニーキャニオンから発売された。楽曲はフジテレビ系月9ドラマ『コンフィデンスマンJP』の主題歌として書き下ろされた。

## 背景・リリース
2018年3月19日、Official髭男dismがフジテレビ系月9ドラマ『コンフィデンスマンJP』の主題歌に「ノーダウト」を書き下ろしたことが発表された。同枠のドラマの主題歌を当時インディーズのアーティストが担当するのは史上初のことであった。また、同年4月11日リリースの自身初のフルアルバム『エスカパレード』に、楽曲が収録されることも発表された。
主題歌発表時にバンドは
今回このようなお話を頂き大変光栄です。
番組プロデューサーさんより作品に対する想いや熱意・世界観をお伺いし、“月9らしさというよりも、ドラマの世界観とヒゲダンの持ち味を融合させた楽曲を作って欲しい！”というお言葉と、何より作品に創作意欲が刺激され、主題歌を書き下ろしさせて頂くこととなりました。知名度もまだ無い、いちインディーズバンドの僕らですが、とてもカッコいい楽曲が完成しました！ドラマに少しでも華が添えられれば幸いです。放送をお楽しみに
とコメントした。
4月4日、楽曲のメイキングドキュメンタリーがYouTubeにて公開された。
4月11日、楽曲はメジャーデビューシングルとしてポニーキャニオンからCDと音楽配信でゲリラリリースされた。これは4月10日に渋谷modi1F店頭プラザにて行われたスペシャルフリーライブにて発表され、異例のゲリラリリースでのメジャーデビューとなった
。これはレコード会社のスタッフの発案で行われたものであり、以前はメジャーデビューは同年7月に行われるライブで発表される予定であった。
7月10日より「Official髭男dism one-man tour 2018」7月5日中野サンプラザでのツアー・ファイナル公演の「ノーダウト」ライブ音源が全国FM/AMのラジオ局にて順次オンエアされた。
2019年5月に放送されたスペシャルドラマ『運勢編』でも主題歌として使用された。

## 制作
楽曲は、ドラマ制作陣からのオファーで藤原がプロデューサーとともに台本や映像を観ながらイメージを膨らませ制作された。フジテレビ編成部の成河広明はバンドへの主題歌オファーについて
“コンフィデンスマンJP”は今までの連続ドラマにはない設定とスケール、展開を目指して生み出された完全オリジナル作品です。脚本が仕上がり、キャストが決まり、いざ撮影を開始した時、このドラマを飾る主題歌とは何か？ と壁にぶつかりました。既存のアーティストの楽曲は似合わないかもという漠とした感覚。そこから文字通り、ネット動画やCDショップに入り浸り、新しい出会いを探しました。とは言え、そんな邂逅（かいこう）はなかなかなく、諦めかけていた夜、偶然サイトから聞こえて来たのが“髭男”でした。刹那、“これだ！！”と感じました。すぐにコンタクトを取ったのですが、インディーズバンドということで皆さん一様に驚かれて（笑）。そこからのコラボレーションは本当に刺激的で感動的。“コンフィデンスマンJP”を体現してくれる素晴らしい曲を作っていただきました。
とコメントしている。
曲の制作は完全パッケージまで含めて3週間もかかっていないほどの短期間で行われた。アルバム発売に先駆けてインストアライブを多く入れていた関係もあり、移動の際もマイクやインターフェースを全部キャリーバッグで持ち運び新幹線や飛行機の中で作業を行なっていた。
もともとドラマ制作陣からはブルーノ・マーズや自身の「Tell Me Baby」のような曲を作ってほしいという提案がされており、曲のテンポも提示されていたが、「そのテンポで作ってもドラマの世界観とマッチしない」と思いアップテンポにして提案した。また、楽曲の頭はティンバレスが入ってくるまでの間さらにテンポが6上がっている。
藤原はインタビューで
『コンフィデンスマンJP』は“信用詐欺”みたいな、そんな話なんですけど、その中にも「ユーモア」を大事にしたい。なので、月曜日に「いいもの観たな、明日からも頑張ろう」って最終的には思えるような、ハートウォーミングで、ゴージャスで、でも取り扱う話として「騙す」ことがある。一種の面白い矛盾だと思いました。その「矛盾」というものを、この楽曲にも入れたいというのは、すごく思いました。
と語っている。

## ミュージックビデオ
2018年5月1日にYouTubeにてミュージック・ビデオが公開された。映像は監獄をイメージしたセットや囚人・監獄をイメージしたキャストが登場し、メンバーによるトランプなどのゲームの様子や楽曲のパフォーマンスが収められている。監督は映像監督・アートディレクターのかとうみさとが務めた。楽曲のミュージック・ビデオは2018年8月の時点で800万回再生を超えていた。

## ライブ披露
メジャーデビュー発表がされた2018年4月10日の渋谷スペシャルフリーライブにてライブ初披露された。
2019年5月8日に開催された映画「コンフィデンスマンJP」のワールドプレミアでは、オープニングにバンドが登場し、映画版の主題歌「Pretender」とともに楽曲を生披露した。
2021年開催の「Road to 『one - man tour 2021-2022』」以降、「one - man tour 2021-2022 - Editorial -」「Arena Tour 2024 - Rejoice -」「LIVE at STADIUM 2025」などのライブでは原曲よりもテンポを上げたスカアレンジバージョンでの披露が多くなった。楽曲の2番Aメロではレゲエ調のアレンジに切り替わり、楢﨑がドレッドヘアーのカツラをつけて登場したり、メンバーが横になって演奏したりといったパフォーマンスがされることもある。

## チャート成績
楽曲は4月にJ-WAVE"TOKIO HOT 100"1位、全国ラジオオンエアチャート総合2位、USENチャート3位を獲得。他にLINE MUSICでは最高位総合2位、iTunes J-POPチャートでは4位など多くのチャートで上位を獲得した。5月2日付のUSENチャートでは1位を獲得している
。
Billboard JAPANチャートには2018年4月11日公開チャートで総合87位に初登場。楽曲はドラマのヒットとともにチャート順位を上げてゆき、5月9日公開チャートで総合21位を記録した。「Download Songs」チャートでは4月18日公開チャートで27位に初ランクイン。翌週4月25日公開チャートで16位にランクインした。また5月23日公開チャートでも16位に再び順位を上げている。「Streaming Songs」チャートでは4月25日公開チャートで57位にランクインし、TOP100に初チャートイン 。6月6日公開チャートより3週連続でTOP10をキープし、ドラマ最終回の週である6月20日公開チャートでは97万回再生を記録し、7位まで順位を上げた。その後もチャート上位を維持し、43週連続でのチャートインを記録した。
2019年4月にリリースされた劇場版『コンフィデンスマンJP ロマンス編』の主題歌「Pretender」の大ヒットにより、同時期より「ノーダウト」のチャート順位も再浮上。Billboard JAPANチャートでは、2019年7月17日公開の「Streaming Songs」チャートで週間再生回数200万回越えを達成。8月28日公開チャートでは298万回再生で最高位の3位を記録した。同週のチャートでは「Pretender」が1位、「宿命」が2位を獲得し、チャートTOP3独占を達成した。その翌週9月4日公開の総合チャート「Hot 100」で楽曲最高位である11位をマークした。2019年8月度の「AWA」プレイリスト採用楽曲ランキングで楽曲は3位にランクイン。「Pretender」「宿命」も1位・2位にランクインし、バンドがランキングTOP3を独占した。
2019年のBillboard JAPAN年間チャートでは、ダウンロード49位、ストリーミング7位で総合17位を獲得。ストリーミングでは年間TOP10の中に自身の楽曲が3曲（「Pretender」「宿命」「ノーダウト」）ランクインしている。
チャートインから81週目となる2020年1月8日公開のBillboard JAPANチャートにて、楽曲のストリーミング累計再生回数が1億回を突破した。これは「Pretender」以来自身2曲目となる。同年11月11日公開チャートで2億回を突破した。2022年8月10日公開のBillboard JAPANチャートにて、楽曲のストリーミング累計再生回数が3億回を突破した。3億回突破は自身7曲目の記録となった。

## 収録曲
| 全作詞・作曲: 藤原聡、全編曲: Official髭男dism。 |                               |        |            |      |
| #                                                | タイトル                      | 作詞   | 作曲・編曲 | 時間 |
| 1.                                               | 「ノーダウト」                | 藤原聡 | 藤原聡     | 3:21 |
| 2.                                               | 「ノーダウト (Instrumental)」 | 藤原聡 | 藤原聡     | 3:22 |
| 合計時間:                                        | 合計時間:                     | 6:43   |            |      |

## 収録作品

### アルバム
| 曲名       | 作品名                               | 発売日         | トラック | 備考                        | 出典   |
| ---------- | ------------------------------------ | -------------- | -------- | --------------------------- | ------ |
| ノーダウト | エスカパレード                       | 2018年4月11日  | 2        | シングルと同時発売          | [ 16 ] |
| ノーダウト | TSUTAYA RENTAL SELECTION 2015 - 2018 | 2019年10月26日 | 9        | TSUTAYAレンタル限定アルバム | [ 46 ] |

### 映像作品
| 曲名       | 作品名                                                                   | 発売日        | トラック | 備考                                                    | 出典   |
| ---------- | ------------------------------------------------------------------------ | ------------- | -------- | ------------------------------------------------------- | ------ |
| ノーダウト | one-man tour 2019@2019.07.08 日本武道館(Live Video)                      | 2020年1月31日 | 3        | Apple MusicとiTunes限定リリースのヴィジュアル・アルバム | [ 47 ] |
| ノーダウト | Official髭男dism one-man tour 2019＠日本武道館                           | 2020年2月12日 | 15       |                                                         | [ 48 ] |
| ノーダウト | Official髭男dism one-man tour 2021-2022 -Editorial-＠SAITAMA SUPER ARENA | 2022年10月5日 | 14       |                                                         | [ 49 ] |

## カバー
- 真山りか（私立恵比寿中学）- ライブアルバム「エビ中 秋麗と轡虫と音楽のこだま 題して『ちゅうおん』2020」に収録。